# Renée Garilhe
Renée Garilhe   (14è districte de París, 15 de juny de 1923 - 11è districte de París, 6 de juliol de 1991) fou una tiradora d'esgrima francesa, especialista en floret, que va competir durant les dècades de 1940 i 1950.
Durant la seva carrera esportiva va prendre part en quatre edicions dels Jocs Olímpics d'Estiu, el 1948, 1952, 1956 i 1960. Destaca la medalla de bronze que guanyà en la prova del floret individual als Jocs de Jocs de Melbourne de 1956.
En el seu palmarès també destaquen tretze medalles al Campionat del món d'esgrima, tres d'or, sis de plata i quatre de bronze, entre les edicions de 1948 i 1958. També guanyà cinc campionats de França de floret entre 1950 i 1958.